# Algete

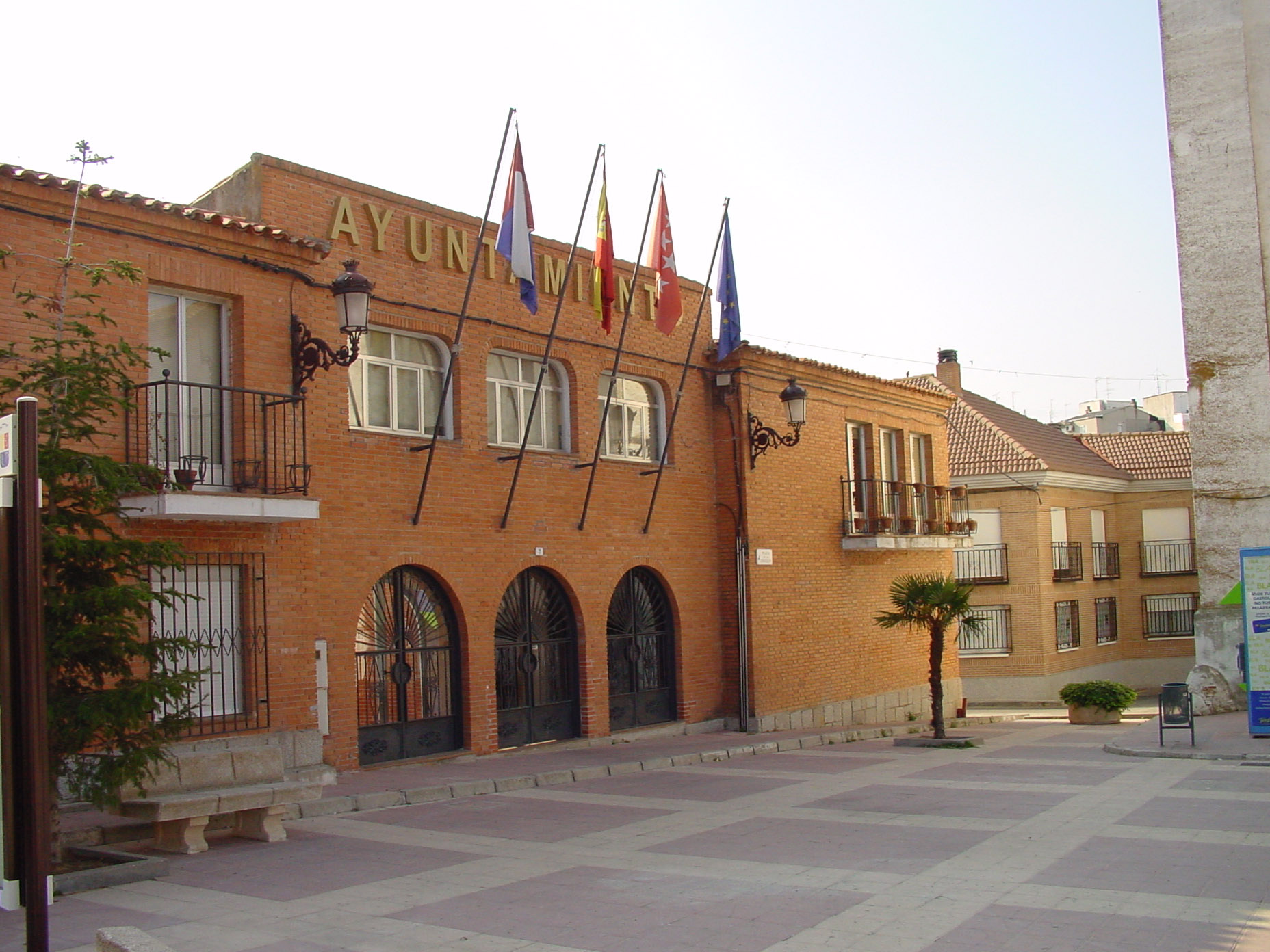
Ratusz miejski w Algete

Algete – miasto położone w centralnej Hiszpanii, w regionie autonomicznym Madrytu, ok. 30 km na północny wschód od stolicy. Na terenie miasta wyznaczony jest przez UE specjalny obszar przyrodniczy o wysokiej wartości ekologicznej gatunków zagrożonych wyginięciem oraz specjalny obszar ochrony ptaków. Komunikację z Madrytem zapewniają kursujące autobusy regionalne, ponadto miasto posiada też linie autobusów miejskich.